# 周炳謨
周炳謨（1560年—1628年），字仲覲，號念潜，直隸無錫人。明朝政治人物。

## 生平
生于嘉靖三十九年庚申（1560年）正月十三日。萬曆三十一年（1603年）癸卯科應天鄉試舉人，萬曆三十二年（1604年）聯捷進士。刑部觀政，改翰林院庶吉士，三十五年授检讨，三十六年养病，四十年補原职，升编修，四十一年會試同考，四十二年直起居館，四十四年升左赞善，四十七年升右谕德，天啓元年（1621年）升左谕德，本年順天主考，二年升詹事府少詹事，本年升禮部侍郎，詔修《光宗實錄》，周炳謨直書神宗末年歷史，對妖書案、梃擊案等無所隱晦。三年加太子宾客，本年养病，五年起协理詹事府。魏忠賢掌權後，炳謨被御史石三畏彈劾，最終削職。天啓五年（1625年）十二月被令致仕，崇禎初年（1628年）卒，追贈禮部尚書，謚文簡。周子義、周炳謨父子皆以學行稱名於世。

## 家族
曾祖周鑑。祖父周濬。父周子義，官至吏部侍郎。
今無錫惠山听松坊有周文恪公祠，万历年间由御史柯挺、督学陈惟芝奉旨主持修造，祭祀父子二人。